# Драматичен театър „Адриана Будевска“
Драматичен театър „Адриана Будевска“ се намира в град Бургас.

## История
Театралното дело в Бургас се корени в последната четвърт на XIX в., когато местни учители показват на сцената „Изгубена Станка“ на Илия Блъсков, „Ловчански владика“ на Теодор Икономов и „Многострадална Геновева“ на Добри Войников. Този „училищен театър“ продължава и след Освобождението. В края на XIX в. В Бургас гостуват първите софийски театрални трупи – „Основа“ и др. През това време естествено място за театрална дейност стават просветните дружества „Милосърдие“, „Заря“, „Отечество“ и „Напредък“. Театралните изяви на тези дружества очертават един по-значим репертоарен интерес към автори като Вазов, Толстой, Хауптман, Ибсен и др. Проектират се и се осъществяват целогодишни театрални сезони.
Така естествено се стига до общинско решение от 1914 г. в Бургас да се създаде субсидиран постоянно действащ театър. Но едва през есента на 1918 г. е сформирана актьорска трупа, която започва репетиции на няколко пиеси, първа от които – на 1 февруари 1919 г. – е показана „Сватбата на Кречински“ от Сухово-Кобилин. Следват „Женитба“ от Гогол, „Кин“ от Ал. Дюма-баща, „Бащата“ от Стриндберг, „Доходно място“ от Островски и др.
Създатели на театъра са: Антон Попов, Трайко Антонов, Любомир Кереков, Атанас Христов, А. Зидаров, Надя Станиславска, Мара Пенкова, Иван Пенков и др. Бургаските зрители са имали възможността да се наслаждават на играта на такива колоси в театралното изкуство като: Кръстьо Сарафов, Константин Кисимов, Сава Огнянов и др. Високата художественост, умелото съчетаване на класическия и съвременен репертоар, постигането на добър баланс между жанровете, новаторската режисура и ярката актьорска игра утвърждават марката на Бургаския театър като еталон за театралното изкуство в България.
На сцената на театъра през годините осъществяват своите най-значими спектакли режисьорите:Тачо Танев, Вили Цанков, Леон Даниел, Юлия Огнянова, Методи Андонов, Асен Шопов, Гриша Островски, Младен Киселов, Йордан Саръиванов, Людмил Стайков, Красимир Спасов, Иван Добчев и др. Своите най-добри роли изиграват актьорите: Георги Попов, Милка Туйкова, Наум Шопов, Стоян Стоев, Ани Бакалова, Сава Хашъмов, Цено Кандов, Ицхак Финци, Йосиф Сърчаджиев, Пламена Гетова и др. Творили са театралните художници: Младен Младенов, Тодор Станилов, Вечеслав Парапанов и др. Театърът разполага с голяма сцена и зрителен салон с 400 места.
Бургаският театър е съорганизатор на Международния театрален фестивал „На брега“, който се провежда всяка година през месец септември.
През 2011 се извършва ремонт, при който театърът е ремонтиран, подменени са електрическата и ВиК инсталации, поставено е ново отопление. След ремонта театърът разполага с две зали, главна с 298 места и камерна зала „Апостол Карамитев“ с до 105 места.